# Wattignies-la-Victoire

Wattignies-la-Victoire este o comună în departamentul Nord, Franța. În 1 ianuarie 2022 avea o populație de 240 de locuitori.